# Сагири (эсминец)
«Сагири» (яп. 狭霧, Лёгкий туман) — японский эскадренный миноносец типа «Фубуки».

## Строительство
Корпус корабля был заложен 28 марта 1929 года на частной верфи в Ураге (ныне часть города Йокосука), пятым из 10 представителей второй серии эсминцев «специального типа». Спуск на воду состоялся 23 декабря того же года, а в состав флота он вошёл 31 января 1931 года.

## История службы

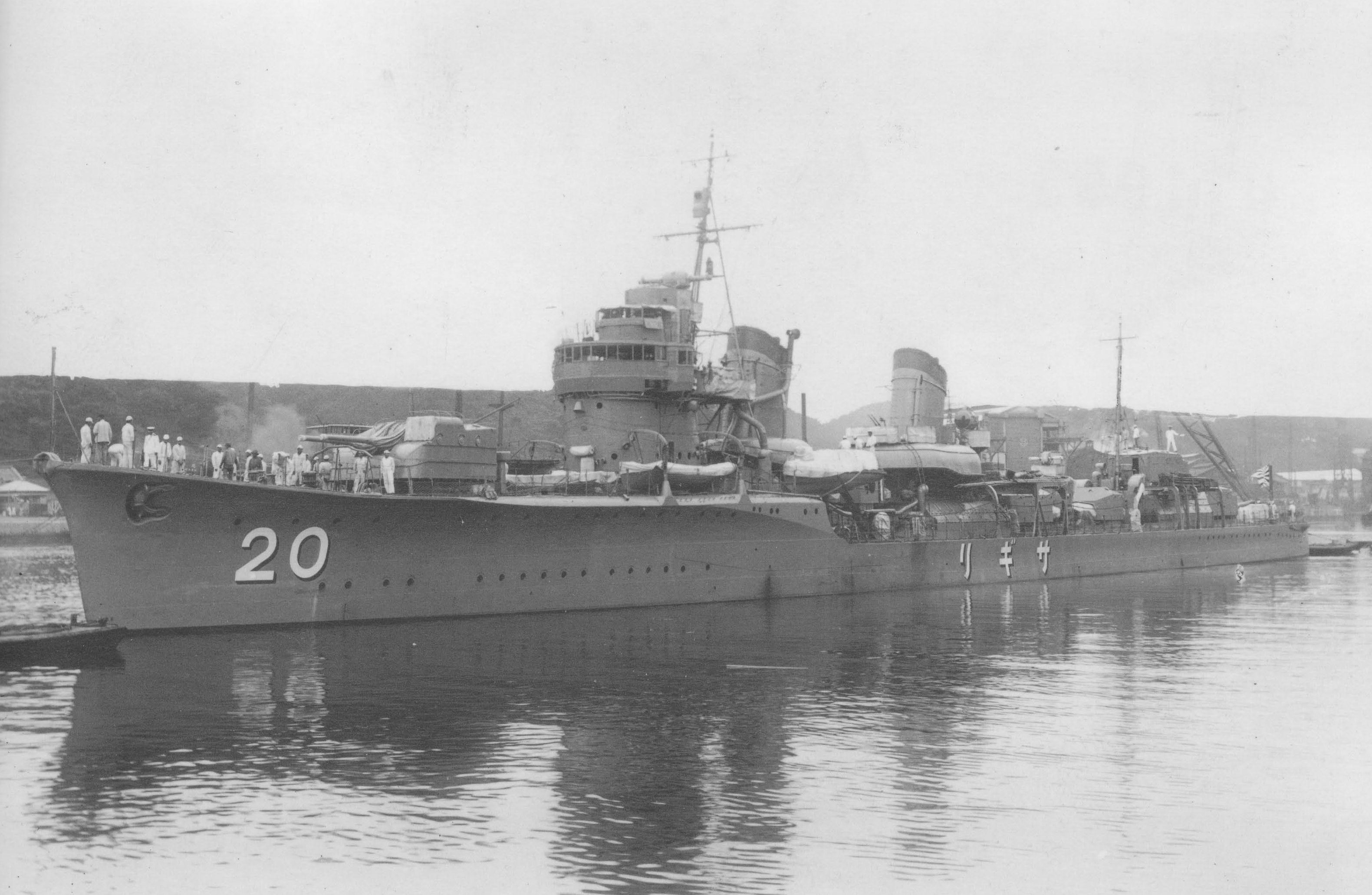
«Сагири» в 1940 году

После вступления в строй «Сагири» вместе с однотипными «Югири», «Асагири» и «Амагири» вошёл в состав 20-го дивизиона 3-й эскадры Второго флота.
В 1937 году в связи с началом войны с Китаем эсминец прикрывал высадку японских войск в Шанхае и Ханчжоу. В 1940-м он патрулировал побережье Южного Китая.
20-26 ноября 1941 года 20-й дивизион перешёл из Курэ в порт Санья на острове Хайнань.
4-11 декабря «Сагири» эскортировал тяжёлый крейсер «Тёкай» во время Малайской операции, затем прибыл в Камрань. 16-го он поддерживал высадку войск в Северном Борнео
24 декабря у Кучинга «Сагири» был атакован голландской подводной лодкой K-XVI (командир—капитан 3-го ранга Ярман), поразившей его двумя торпедами. В результате детонации боекомплекта была оторвана кормовая часть эсминца, и он быстро затонул в точке с координатами 01°34′ с. ш. 110°21′ в. д.. Погиб 121 член экипажа, 120 человек (включая командира) было спасено «Сиракумо» и тральщиком № 3.
15 января 1942 года «Сагири» был исключён из списков.

## Командиры
- 1.8.1930 — 1.12.1931 капитан 2 ранга (тюса) Тамибэ Сакано (яп. 坂野民部);
- 1.12.1931 — 15.11.1934 капитан 2 ранга (тюса) Такэо Симидзу (яп. 清水他喜雄);
- 15.11.1934 — 31.10.1935 капитан 2 ранга (тюса) Сигэясу Нисиока (яп. 西岡茂泰);
- 31.10.1935 — 1.12.1936 капитан 3 ранга (сёса) Киитиро Сёдзи (яп. 荘司喜一郎);
- 1.12.1936 — 1.12.1937 капитан 2 ранга (тюса) Сайдзи Норимицу (яп. 則満宰次);
- 1.12.1937 — 25.6.1938 капитан 3 ранга (сёса) Хироси Ямамото (яп. 山本皓);
- 25.6.1938 — 9.7.1938 капитан 2 ранга (тюса) Такэо Кояма (яп. 小山猛夫);
- 9.7.1938 — 15.10.1938 капитан 3 ранга (сёса) Эцума Цубоги (яп. 坪郷悦馬);
- 15.10.1938 — 15.11.1939 капитан 3 ранга (сёса) Кэмма Исогу (яп. 磯久研磨);
- 15.11.1939 — 15.11.1940 капитан 2 ранга (тюса) Масасити Сирахама (яп. 白浜政七);
- 15.11.1940 — 24.12.1941 капитан 2 ранга (тюса) Косити Сугиока (яп. 杉岡幸七).